# Shady Jeff
Shady Jeff (настоящее имя Джеффри Мэттью Филлипс, англ. Jeffrey Mattew Phillips; 6 сентября 1978 , Лос-Анджелес) — бывший участник рэп-рок-группы Hollywood Undead. Пока он был в группе, он пел все скрим-партии в таких песнях как: «Knife Called Lust», «Black Dahlia» и других. Джефф  находился в группе в период с 2005 по 2007 год и отвечал за то, чтобы их музыка была более «тяжёлой».

## Hollywood Undead
Несмотря на слухи о том, что Джеффа выгнали из группы, сам он утверждает, что ушёл из неё в 2007 году из-за различий в религиозных убеждениях с другими её участниками. Согласно официальным данным на странице Hollywood Undead в Facebook, нынешние участники группы: Funny Man, Danny,  Charlie Scene, J-Dog, и Johnny 3 Tears, до сих пор поддерживают достойные отношения с Джеффом. Но, в то же время, большинство участников группы, а также сам Джефф, находятся в конфликте со своим бывшим вокалистом, Deuce.

## Конфликт с Deuce
20 февраля 2011 года, в New York Post появилось известие о том, что бывший вокалист группы Hollywood Undead Арон Эрликман, также известный как Deuce, подал в суд на свой бывший лейбл по причине, «нарушения контракта». Он утверждает, что был вынужден покинуть группу, так как опасается за свою безопасность после получения угроз и антисемитических оскорблений от её участников. Также, Арон утверждает, что бывший участник группы Shady Jeff угрожал ему пистолетом. Материалы дела содержат ссылку на онлайн сообщение Джеффа, в котором он пишет:

Прошлый раз, когда я видел Эрликмана, я сунул ему ё--ную пушку в его лицо, и он заплакал. Больше мы не друзья.
Оригинальный текст (англ.)Last time I saw Erlichman I shoved a F—ing gun in his face and he started crying. We ain’t friends.
— 

## Текущая карьера
В настоящее время Джефф пытается оставить своё прошлое позади, в особенности свои конфликты с Deuce. Тем не менее, он не потерял интерес к музыке и в дальнейшем может начать свою сольную карьеру. Однако, Джефф заявил что, сейчас для него есть более важные дела. С учётом этого, он отложил свою музыкальную карьеру в сторону, чтобы сосредоточится на вопросах которые считает более важными в современном мире. В настоящее время Джефф владеет магазином биодизельных автомобилей, который также показывали в: CNN  ,LA times, New York Times  , и Discovery Channel.

## Актёрская карьера
По данным самого Джеффа, он также является актёром и снимался во многих клипах и телевизионных шоу.